# Uszui Hirojuki
Uszui Hirojuki (Sizuoka, 1953. augusztus 4. –) japán válogatott labdarúgó.

## Nemzeti válogatott
A japán válogatottban 38 mérkőzést játszott, melyeken 15 gólt szerzett.

## Statisztika
| Japán válogatott | Japán válogatott | Japán válogatott |
| Időszak          | Mérk.            | gól              |
| ---------------- | ---------------- | ---------------- |
| 1974             | 2                | 0                |
| 1975             | 0                | 0                |
| 1976             | 1                | 0                |
| 1977             | 4                | 0                |
| 1978             | 14               | 7                |
| 1979             | 9                | 3                |
| 1980             | 5                | 3                |
| 1981             | 0                | 0                |
| 1982             | 0                | 0                |
| 1983             | 0                | 0                |
| 1984             | 3                | 2                |
| Összesen         | 38               | 15               |